# Nati nel 1919/Novembre
| Questa pagina contiene informazioni ricavate automaticamente dalle voci biografiche con l'ausilio del template Bio e di un bot. L'aggiornamento è periodico e automatico e ricostruisce completamente la pagina. Se manca una persona in questa lista, sei pregato di non aggiungerla, ma accertati piuttosto che la sua voce biografica contenga il template Bio e che i dati anagrafici siano correttamente compilati. Se il template Bio manca, inseriscilo tu stesso o, in alternativa, metti l'avviso {{tmp\|Bio}} che ne segnala la mancanza. Se i dati riportati sono sbagliati, correggi direttamente la voce biografica; le modifiche saranno visibili in questa lista entro pochi giorni. Per chiarimenti vedi il progetto biografie. La lista contiene solo le 173 persone che sono citate nell'enciclopedia e per le quali è stato implementato correttamente il template Bio. Pagina aggiornata al 10 mag 2025. |

- 1º novembre - Maria Benevolo, cestista italiana
- 1º novembre - Hermann Bondi, matematico, fisico e cosmologo austriaco († 2005)
- 1º novembre - Aldo Dall'Aglio, partigiano italiano († 1945)
- 1º novembre - Aldo Mongiano, vescovo cattolico italiano († 2020)
- 1º novembre - Giovanni Renzi, calciatore italiano
- 1º novembre - John H. Secondari, giornalista, scrittore e produttore televisivo italiano († 1975)
- 1º novembre - Gerard Slevin, genealogista irlandese († 1997)
- 2 novembre - Jozef Balázsy, calciatore cecoslovacco († 1998)
- 2 novembre - Teresa Delta, politica brasiliana († 1993)
- 2 novembre - Pietro Fiore, calciatore italiano
- 2 novembre - Jorge de Sena, poeta, scrittore e drammaturgo portoghese († 1978)
- 2 novembre - Warren Stevens, attore statunitense († 2012)
- 2 novembre - Fernando de Diego, traduttore e esperantista spagnolo († 2005)
- 3 novembre - Carmine Adamo, pittore italiano († 2012)
- 3 novembre - Jesús Blasco, fumettista spagnolo († 1995)
- 3 novembre - Moshe Brawer, geografo israeliano († 2020)
- 3 novembre - Bert Freed, attore statunitense († 1994)
- 3 novembre - Corrado Galzio, pianista italiano († 2020)
- 3 novembre - Frida Misul, superstite dell'Olocausto italiana († 1992)
- 3 novembre - Renzo Monti, calciatore italiano
- 3 novembre - Blond-Blond, cantante algerino († 1999)
- 3 novembre - Marty Servo, pugile statunitense († 1969)
- 4 novembre - Martin Balsam, attore statunitense († 1996)
- 4 novembre - Thomas P. Cullinan, scrittore e sceneggiatore statunitense († 1995)
- 4 novembre - Egidio Martini, critico d'arte e pittore italiano († 2011)
- 4 novembre - Eric Thompson, pilota automobilistico britannico († 2015)
- 5 novembre - André Frey, calciatore francese († 2002)
- 5 novembre - Félix Gaillard, politico francese († 1970)
- 5 novembre - S. John Launer, attore statunitense († 2006)
- 5 novembre - Uiliami Tukuʻaho, principe tongano († 1936)
- 5 novembre - Horst Wende, compositore, arrangiatore e direttore d'orchestra tedesco († 1996)
- 6 novembre - Bill Amor, calciatore inglese († 1988)
- 6 novembre - Christoph Probst, antifascista tedesco († 1943)
- 6 novembre - Sophia de Mello Breyner Andresen, poetessa portoghese († 2004)
- 6 novembre - Jaime Elías Casas, calciatore spagnolo († 1977)
- 6 novembre - Bruno Galas, militare italiano († 1941)
- 6 novembre - Norman Lane, canoista canadese († 2014)
- 6 novembre - Michel Spanneut, presbitero e teologo francese († 2014)
- 7 novembre - Jozef Bačkor, calciatore slovacco († 1988)
- 7 novembre - Vincenzo Cavallari, avvocato e politico italiano († 2000)
- 7 novembre - Ove Jensen, calciatore danese († 2011)
- 7 novembre - Juvenal Sáenz, cestista, giocatore di baseball e allenatore di pallacanestro ecuadoriano († 2016)
- 7 novembre - Ellen Stewart, regista, coreografa e drammaturga statunitense († 2011)
- 8 novembre - James Ackerman, storico statunitense († 2016)
- 8 novembre - Philip Julian Klass, giornalista e saggista statunitense († 2005)
- 8 novembre - Luigi Segre, imprenditore, ingegnere e pilota automobilistico italiano († 1963)
- 9 novembre - Olena Apanovyč, storica ucraina († 2000)
- 9 novembre - Nicola Maldacea Jr., attore italiano († 1958)
- 9 novembre - Eva Todor, danzatrice e attrice ungherese († 2017)
- 9 novembre - Arie de Vroet, allenatore di calcio e calciatore olandese († 1999)
- 10 novembre - Giuseppe Cammilli, calciatore italiano
- 10 novembre - Moise Ciombe, politico della Repubblica Democratica del Congo († 1969)
- 10 novembre - Siegfried Freytag, aviatore tedesco († 2003)
- 10 novembre - Abderrahman Ibrir, calciatore francese († 1988)
- 10 novembre - Michail Timofeevič Kalašnikov, militare, ingegnere e progettista sovietico († 2013)
- 10 novembre - Eduardo Manzanos Brochero, sceneggiatore e produttore cinematografico spagnolo († 1987)
- 10 novembre - Herman Miller, sceneggiatore statunitense († 1999)
- 10 novembre - François Périer, attore francese († 2002)
- 11 novembre - Umberto Franzini, calciatore italiano († 1943)
- 11 novembre - Agostino Lazzari, tenore italiano († 1981)
- 11 novembre - Erio Nicolò, fumettista italiano († 1983)
- 11 novembre - Luigi Perugini, calciatore italiano
- 11 novembre - Piero Sadun, pittore italiano († 1974)
- 12 novembre - Armando Da Roit, politico e alpinista italiano († 1998)
- 12 novembre - Alvar Ellegård, linguista e saggista svedese († 2008)
- 12 novembre - Umberto Florenzani, vescovo cattolico italiano († 1987)
- 12 novembre - Ray Kellogg, attore statunitense († 1981)
- 12 novembre - France Štiglic, regista e sceneggiatore sloveno († 1993)
- 12 novembre - Vittorio Calef, giornalista, poeta e scrittore italiano († 1964)
- 13 novembre - Gerardo Agostini, politico italiano († 2012)
- 13 novembre - Piero Fabiani, politico italiano († 2017)
- 13 novembre - Bruno Fanciullacci, partigiano italiano († 1944)
- 13 novembre - Mary Beth Hughes, attrice statunitense († 1995)
- 13 novembre - Stanislaus A. James, politico santaluciano († 2011)
- 13 novembre - Ezio Meneghello, calciatore italiano († 1987)
- 13 novembre - Adam Wolanin, calciatore polacco († 1987)
- 14 novembre - Björn Borg, nuotatore svedese († 2009)
- 14 novembre - Vincenzo Cicerone, politico italiano († 1989)
- 14 novembre - John William Cooke, politico argentino († 1968)
- 14 novembre - Rudolf Kreitlein, arbitro di calcio tedesco († 2012)
- 14 novembre - Matt Vaniel, cestista statunitense († 1981)
- 15 novembre - Carol Bruce, attrice statunitense († 2007)
- 15 novembre - Antonio Glauco Casanova, saggista e giornalista italiano († 2015)
- 15 novembre - Salomon Morel, funzionario polacco († 2007)
- 15 novembre - Nova Pilbeam, attrice britannica († 2015)
- 16 novembre - Anatolij Fëdorovič Dobrynin, politico e diplomatico sovietico († 2010)
- 16 novembre - Giuliano Manacorda, critico letterario italiano († 2010)
- 17 novembre - Francesco Alliata, nobile, produttore cinematografico e regista italiano († 2015)
- 17 novembre - Giovanni Civili, calciatore italiano († 1986)
- 17 novembre - Carlo Guarnieri, calciatore italiano († 2004)
- 17 novembre - Luis Martínez de Irujo y Artázcoz, nobile spagnolo († 1972)
- 17 novembre - Hershy Kay, compositore e arrangiatore statunitense († 1981)
- 17 novembre - Mariella Lotti, attrice italiana († 2004)
- 17 novembre - Carlo Salinari, partigiano e critico letterario italiano († 1977)
- 17 novembre - Paul Uellendahl, pallanuotista tedesco († 2001)
- 18 novembre - Anatolij Dneprov, romanziere sovietico († 1975)
- 18 novembre - Walter Dzur, calciatore tedesco († 1999)
- 18 novembre - André Mahé, ciclista su strada francese († 2010)
- 18 novembre - Virgilio Panzuti, compositore e produttore discografico italiano († 1994)
- 18 novembre - Noris Siliprandi, biochimico italiano († 2000)
- 19 novembre - Ken Buehler, cestista statunitense († 2019)
- 19 novembre - Ettore De Corti, militare italiano († 1943)
- 19 novembre - Ladislav Kareš, calciatore cecoslovacco († 2001)
- 19 novembre - Jozef Kuchár, calciatore slovacco († 1989)
- 19 novembre - Lynn Merrick, attrice statunitense († 2007)
- 19 novembre - Nicolas Pauly, calciatore lussemburghese († 1981)
- 19 novembre - Manuel Pelegrina, calciatore argentino († 1992)
- 19 novembre - Gillo Pontecorvo, regista, sceneggiatore e attore italiano († 2006)
- 19 novembre - Bram Wiertz, calciatore olandese († 2013)
- 19 novembre - Alan Young, attore, doppiatore e sceneggiatore britannico († 2016)
- 20 novembre - Rugger Ardizoia, giocatore di baseball italiano († 2015)
- 20 novembre - Peter Berghaus, numismatico tedesco († 2012)
- 20 novembre - Luigi Bongianino, vescovo cattolico italiano († 2003)
- 20 novembre - Alan Brown, pilota automobilistico britannico († 2004)
- 20 novembre - Dino Carlesi, poeta, critico d'arte e pedagogista italiano († 2010)
- 20 novembre - Haika Grossman, politica e partigiana polacca († 1996)
- 20 novembre - Phyllis Thaxter, attrice statunitense († 2012)
- 21 novembre - Paul Bogart, regista e produttore televisivo statunitense († 2012)
- 21 novembre - Vincenzo Ciaravolo, militare italiano († 1940)
- 21 novembre - Heros Cuzari, avvocato e politico italiano († 1970)
- 21 novembre - Gert Fredriksson, canoista svedese († 2006)
- 21 novembre - Josef Jennewein, aviatore e sciatore alpino tedesco († 1943)
- 21 novembre - Georges Leenheere, pallanuotista belga
- 23 novembre - Luigi Bonizzoni, calciatore e allenatore di calcio italiano († 2012)
- 23 novembre - Jean Tourane, regista francese († 1986)
- 23 novembre - Peter Gennaro, coreografo e ballerino statunitense († 2000)
- 23 novembre - Aleksandrs Haldejevs, calciatore lettone († 1942)
- 23 novembre - Caterina Lescano, cantante ungherese († 1965)
- 23 novembre - Jimmy Logie, calciatore e allenatore di calcio scozzese († 1984)
- 23 novembre - Silvano Pipan, calciatore italiano
- 23 novembre - Peter Frederick Strawson, filosofo inglese († 2006)
- 24 novembre - Albino Abico, partigiano italiano († 1944)
- 24 novembre - Angelo Borgogno, calciatore italiano
- 24 novembre - Aurelio Pavesi De Marco, allenatore di calcio e calciatore italiano († 1995)
- 24 novembre - Alfieri Sacchetti, calciatore italiano († 1976)
- 24 novembre - Aldo Tugnoli, calciatore italiano
- 25 novembre - Steve Brodie, attore statunitense († 1992)
- 25 novembre - Stig Nyström, calciatore svedese († 1983)
- 25 novembre - Werner Schmid, pentatleta svizzero († 2005)
- 25 novembre - Norman Tokar, regista, sceneggiatore e produttore cinematografico statunitense († 1979)
- 26 novembre - Pietro Besate, sindacalista, politico e compositore italiano († 1984)
- 26 novembre - Anna Cabras Brundo, scultrice e pittrice italiana († 2008)
- 26 novembre - Gino Carlotti, ciclista italiano († 2009)
- 26 novembre - Giorgio Casalino, sindacalista e politico italiano († 2006)
- 26 novembre - Harry Catterick, calciatore e allenatore di calcio inglese († 1985)
- 26 novembre - Ryszard Kaczorowski, politico polacco († 2010)
- 26 novembre - Germano Nicolini, partigiano italiano († 2020)
- 26 novembre - Frederik Pohl, autore di fantascienza e curatore editoriale statunitense († 2013)
- 26 novembre - Athos Valsecchi, politico italiano († 1985)
- 26 novembre - Henri Vidal, attore francese († 1959)
- 27 novembre - Eva Arndt-Riise, nuotatrice danese († 1993)
- 27 novembre - Charles Bent, compositore di scacchi inglese († 2004)
- 27 novembre - Gérard Muselli, militare e aviatore francese († 1970)
- 27 novembre - Árpád Tagányi, calciatore ungherese († 2010)
- 27 novembre - Ray Terzynski, cestista statunitense († 1983)
- 28 novembre - Vaifro Goffi, calciatore italiano
- 28 novembre - Michele Natale, calciatore italiano
- 28 novembre - Vincenzo Pappalettera, partigiano e storico italiano († 1998)
- 28 novembre - Zora Piazza, attrice italiana
- 28 novembre - Faye Schulman, fotografa e partigiana polacca († 2021)
- 29 novembre - Raúl Campero, cavaliere messicano († 1980)
- 29 novembre - Lucien Conein, militare e agente segreto statunitense († 1998)
- 29 novembre - Frank Kermode, critico letterario britannico († 2010)
- 29 novembre - Gudō Wafu Nishijima, monaco buddhista e maestro zen giapponese († 2014)
- 29 novembre - Pearl Primus, ballerina, coreografa e antropologa statunitense († 1994)
- 29 novembre - Cláudio Santoro, compositore, direttore d'orchestra e violinista brasiliano († 1989)
- 29 novembre - Ítalo Sartori, canottiere italiano
- 29 novembre - Virgil W. Vogel, regista statunitense († 1996)
- 29 novembre - Joe Weider, imprenditore, editore e dirigente sportivo canadese († 2013)
- 30 novembre - Edward C.T. Chao, geologo statunitense († 2008)
- 30 novembre - Giacomo Di Segni, pugile e attore italiano († 1986)
- 30 novembre - Marcel Francisci, mafioso e politico francese († 1982)
- 30 novembre - Partenio III di Alessandria, vescovo ortodosso egiziano († 1996)